# Ophiorrhiza perpusilla
Ophiorrhiza perpusilla är en måreväxtart som beskrevs av Carl Ludwig von Blume och Dc.. Ophiorrhiza perpusilla ingår i släktet Ophiorrhiza och familjen måreväxter.
Artens utbredningsområde är Java. Inga underarter finns listade i Catalogue of Life.